# Nationale Vergadering (Congo-Kinshasa)
De Nationale Vergadering (Frans: Assemblée nationale) is het lagerhuis van het parlement van Congo-Kinshasa en telt 500 leden die voor een periode van vijf jaar worden gekozen.
Het overgrote deel van de zetels is in handen van het regeringsgetrouwe Front commun pour le Congo (Gemeenschappelijk Front van Congo) dat bij de verkiezingen van 2018 341 zetels won. Het FCC bestaat uit verschillende partijen, waaronder de Parti du peuple pour la reconstruction et la démocratie van oud-president Joseph Kabila. De oppositie heeft zich eveneens in een blok verenigd, de Coalition Lamuka. Voorzitter van de Nationale Vergadering is Vital Kamerhe (FCC/PPRD).

## Geschiedenis
De Nationale Vergadering werd in 1960 opgericht. Na de staatsgreep van Mobutu in 1965 verloor de Nationale Vergadering veel van haar invloed en in de periode 1970 tot 1990 was er nauwelijks sprake van een parlementair stelsel. Alle zetels in het parlement werden bezet door leden van de enige toegestane partij, de Mouvement populaire de la Révolution (MPR). Van 1972 tot 1993 droeg het parlement de naam Conseil législatif (Wetgevende Raad). In 1990 werd een meerpartijenstelsel ingevoerd en tegelijkertijd werd de Haut Conseil de la République (Hoge Raad van de Republiek) ingesteld onder voorzitterschap van monseigneur Laurent Monsengwo ingesteld als overgangsparlement. Na de val van Mobutu in 1997, de machtsovername door Laurent Désiré Kabila en de Tweede Congolese Burgeroorlog (1998-2003) was er geen parlement. Van 2003 tot 2006 was er een overgangsparlement. In 2005 werd een nieuwe grondwet aangenomen en werd de Nationale Vergadering in ere hersteld. Daarnaast kwam er ook een Senaat als hogerhuis.

## Parlementsverkiezingen
Parlementsverkiezingen werden gehouden in 2006, 2011 en 2018.

### Zetelverdeling

Zetelverdeling na de verkiezingen van 2018